# Instituut Hasselman
Instituut Hasselman is een voormalige jongenskostschool gelegen in Nieuwendijk, provincie Noord-Brabant. Tijdens zijn korte bestaan (1851-1885) was het een van de eerste scholen in Nederland die middelbaar onderwijs op christelijke grondslag verzorgde. Het pand waar deze instelling gevestigd was staat in de volksmond nog steeds bekend als Het Instituut. 

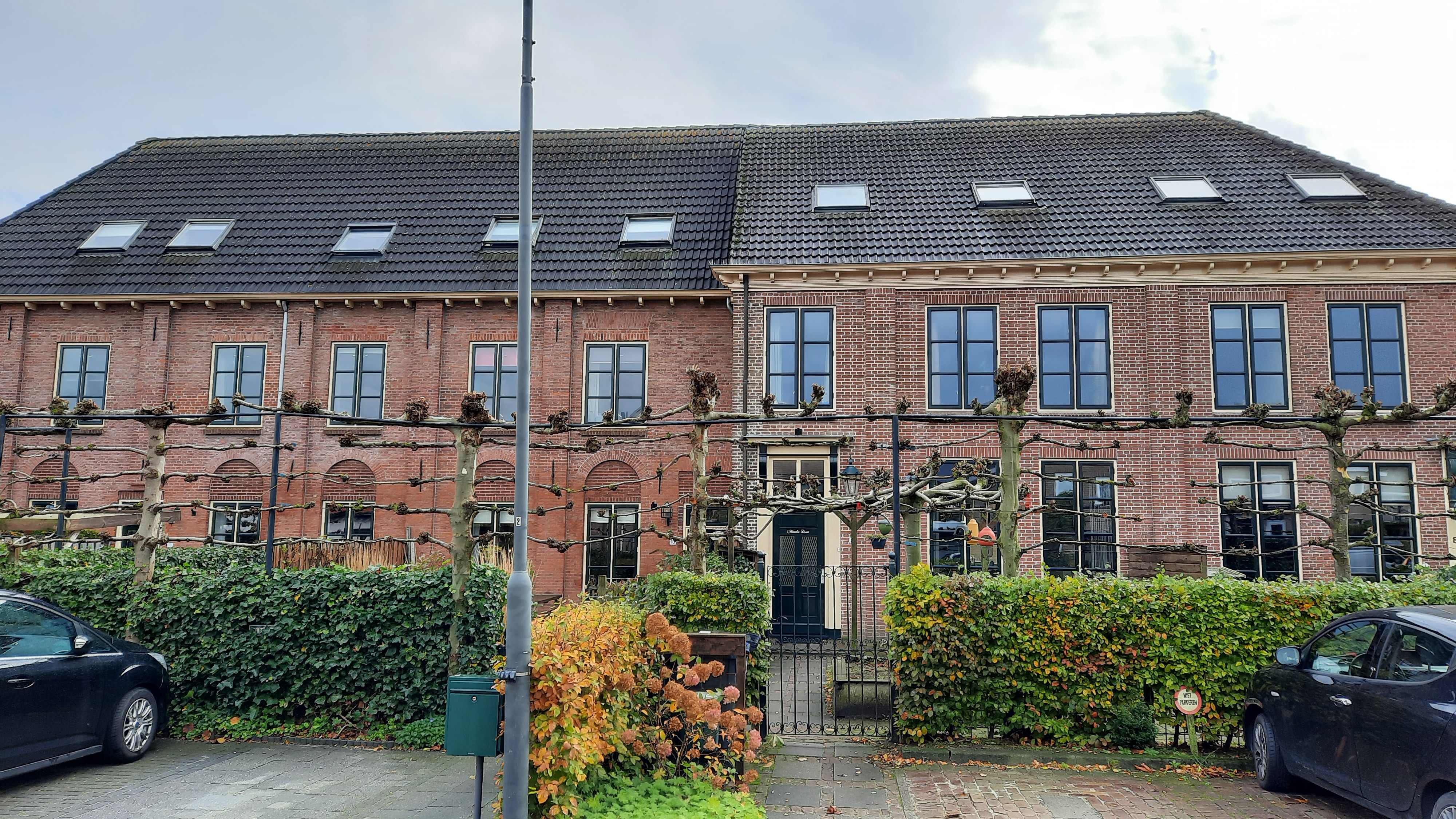
Voormalig instituut Hasselman in Nieuwendijk

## Geschiedenis
Instituut Hasselman werd gesticht door hereboer Arie den Dekker, woonachtig te Nieuwendijk. Hij nodigde hoofdonderwijzer L.W. Hasselman om naar Nieuwendijk te komen en daar een school voor middelbaar onderwijs op gereformeerde/ reformatorische grondslag te bestieren. Naast deze kostschool werd er ook een lagere school opgericht voor christelijk basisonderwijs aan de dorpskinderen. Hoewel de school aanvankelijk veel leerlingen trok, leidde de dood van instituteur Hasselman in 1874 en de toenemende concurrentie met andere scholen tot sluiting in 1885. De lagere school bleef echter bestaan en is de voorloper van de huidige dorpsschool De Regenboog.

## Dagelijks leven
Instituut Hasselman was een kostschool voor de kinderen van welgestelde ouders die een voorkeur hadden voor christelijk onderwijs. Van de pensionnaires werd onder meer verwacht dat zij drie pakken en een zilveren bestek meenamen naar het instituut. Het reguliere onderwijsprogramma bestond uit Nederlands, Duits, Frans, Engels, wiskunde en boekhouden. Muziekles, Latijn en Grieks konden aan het reguliere lesprogramma worden toegevoegd. De voertaal op school was Frans.

## Bekende leerlingen met een lemma op Wikipedia
- Herman Bavinck, Nederlands predikant, theoloog en politicus;
- Douwe Klaas Wielenga, zendeling op Soemba;
- Louwrens Penning, Nederlands schrijver en journalist;
- Isaäc van Dijk, hoogleraar Godgeleerdheid[1].

## Trivia
Het gebouw waar het instituut in gehuisvest was, staat aan de Buitenkade in Nieuwendijk en heeft de gemeentelijke status van cultuurhistorisch waardevol object.

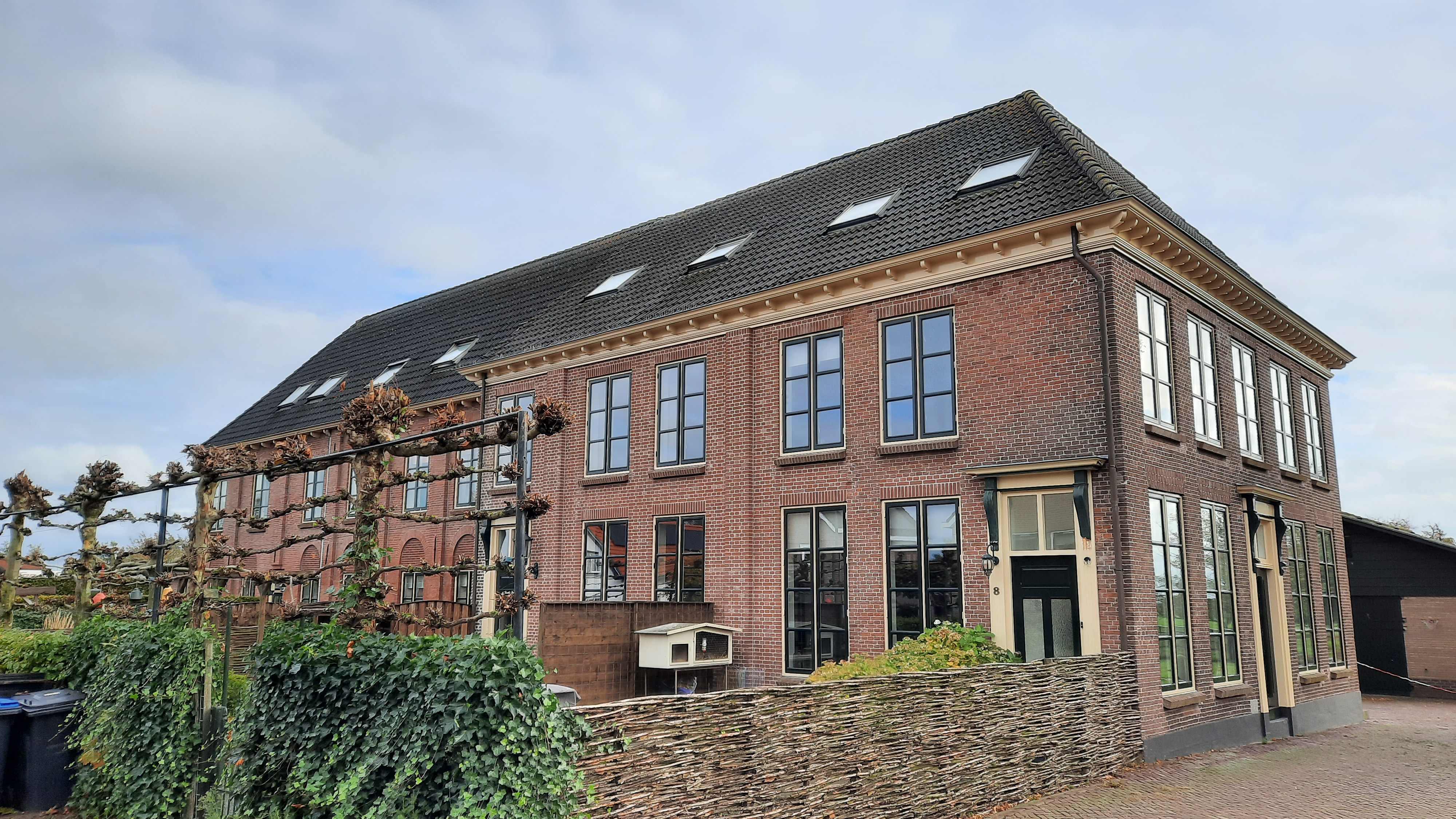
Zijaanzicht voormalig instituut in Nieuwendijk